# Breaza (Prahova)
Breaza é uma cidade da Romênia com 18.863 habitantes, localizada no judeţ (distrito) de Prahova.